# 布林克利 (阿肯色州)
布林克利（英語：Brinkley）是一個位於美國阿肯色州門羅縣的城市。

## 地理
布林克利的座標為34°53′25″N 91°11′30″W / 34.89028°N 91.19167°W，而該地的平均海拔高度為64米（即210英尺）。

## 人口
根據2020年美國人口普查的數據，布林克利的面積為15.91平方千米，當中陸地面積為14.73平方千米，而水域面積為1.18平方千米。當地共有人口2700人，而人口密度為每平方千米169人。